# Supercopa da CAF de 2015
A Supercopa da CAF de 2015 (oficialmente a Supercopa Orange CAF 2014 por motivos de patrocínio) foi a 23ª edição organizada pela Confederação Africana de Futebol (CAF), entre os vencedores das temporadas anteriores. as duas competições de clubes da CAF na temporada, a Liga dos Campeões da CAF e a Copa das Confederações da CAF .

## Equipes
Estatísticas
| Equipe   | Qualificação                                     | Participação anterior (negrito indica vencedores) |
| -------- | ------------------------------------------------ | ------------------------------------------------- |
| ES Sétif | Vencedor - Liga dos Campeões da CAF de 2014      | Nenhuma                                           |
| Al Ahly  | Vencedor - Copa das Confederações da CAF de 2014 | 6 ( 1994 , 2002 , 2006 , 2007 , 2009 , 2013 .)    |

## Detalhes da partida
| 21 de fevereiro de 2015 | ES Sétif  | 1 – 1 | Al Ahly      | Estádio Mustapha Tchaker, Blida          |
|                         | Ziaya 68' |       | Moteab 90+4' | Público: 15,000 Árbitro: Noumandiez Doué |

|                                                     |       | Penalidades                                      |  |
| Delhoum Mellouli Benyettou Dagoulou Belameiri Lamri | 6 – 5 | Zakaria El Said Moteab Samir Trézéguet Basem Ali |  |

| ES Sétif | Al-Ahly |

Técnicos
- Kheirredine Madoui - ES Sétif
- Juan Carlos Garrido - Al Ahly

## Campeão
| Supercopa da CAF de 2015     |
| Argélia                      |
| ---------------------------- |
| ES Sétif Campeão (1º título) |
| técnico : Kheirredine Madoui |